# SN 2004ia
SN 2004ia – supernowa typu Ia odkryta 8 października 2004 roku w galaktyce A021802-0033. W momencie odkrycia miała maksymalną jasność 19,50m.